# Капелюх (фільм)
«Капелюх» (рос. «Шляпа») — радянський художній фільм 1981 року.

## Сюжет
Дмитро Денисов — джазовий музикант. Він талановитий, але не знаходить застосування своєму дару, чарівний, але в особистому житті зазнає краху, легко заводить нові знайомства, але без друзів. На запрошення свого друга, директора концертного залу, він відправляється в Сочі, щоб виступати на музичному фестивалі. По дорозі до міста машина падає в прірву, і хоча він і водій залишаються живі, поширюється слух, що Денисов загинув. Не порозумівшись з директором концертного залу, він повертається додому, і виявляється, що він вже нікому не потрібен.

## У ролях
- Олег Янковський —  Дмитро Денисов
- Людмила Савельєва —  Міла
- Ігор Кваша —  Савицький (Сава)
- Наталія Трубнікова —  дружина Савицького
- Ірина Мірошниченко —  «Русалка»
- Тамара Акулова —  Галка
- Анатолій Солоніцин —  прийомний батько дочки Денисова
- Семен Фарада —  «Слон»
- Римма Маркова —  мати Денисова
- Раднер Муратов —  пасажир в аеропорту
- Михайло Кокшенов —  чоловік сусідки по готелю
- Галина Мікеладзе —  сусідка Денисова по готелю
- Ольга Вардашева —  Римма Іполитівна

## Знімальна група
- Автор сценарію: Вікторія Токарєва
- Режисер-постановник: Леонід Квініхідзе
- Оператор-постановник: Ігор Слабневич
- Художник-постановник: Віктор Петров
- Композитори: Геннадій Подельський, Олег Янченко
- Автор текстів пісень: Леонід Дербеньов